# ال اسکات کالدول
لاورن اسکات کالدول (به انگلیسی: Laverne Scott Caldwell) (زاده ۱۷ آوریل ۱۹۵۰) یک بازیگر آمریکایی است.
در مجموعه لاست ایفای نقش شخصیت رز به عهده او بود.
او همچنین در شیطان در لباس آبی، معما، آلاسکا، پرونده‌ای برای مسیح بازی کرده است.